# Neuses (Merkendorf)
Neuses (früher auch Neuses bei Ornbau, fränkisch: Najsäs) ist ein Gemeindeteil der Stadt Merkendorf im Landkreis Ansbach (Mittelfranken, Bayern). Neuses liegt in der Gemarkung Hirschlach.

## Geografie
Unmittelbar südwestlich des Dorfes entspringt der Tränkgraben, ein linker Zufluss des Bankertsgrabens, der wiederum ein linker Zufluss der Altmühl ist. Im Norden liegt das Ochsenfeld, im Osten der Hammersberg, im Süden das Hirtenfeld und 0,5 km westlich das Galgenfeld. Gemeindeverbindungsstraßen führen zur Staatsstraße 2411 bei Ornbau (1,1 km südwestlich), nach Triesdorf Bahnhof zur Bundesstraße 13 (1,6 km nordöstlich), nach Hirschlach zur Kreisstraße AN 59 (1,3 km südlich) und zur Staatsstraße 2220, die dort eine Anschlussstelle an die B 13 hat (1,4 km nördlich).

## Geschichte
Der sehr häufige Ortsname „Neuses“ (= zum neuen Sitz) macht es schwierig, historische Dokumente zweifelsfrei dem jeweiligen Neuses zuzuordnen. Die folgenden Belege beziehen sich mit großer Wahrscheinlichkeit auf den heutigen Merkendorfer Gemeindeteil.
1275 verkaufte Graf Konrad von Oettingen mit Zustimmung seiner Gattin Agnes unter anderem den Nürnberger Bürgern Konrad Vorhtlin und Hermann Steiner alle seine Besitzungen in mehreren Orten, darunter auch seinen Besitz in „Nuwesez“. Gräfin Agnes von Oettingen bestätigte ihrerseits den Verkauf ihrer Widem-Güter unter anderem in „Niusez“. 1282 bestätigte ein Schiedsgericht dem Kloster Heilsbronn und den beiden Nürnbergern den Erwerb von 1275. Ein Beleg von circa 1300 sagt aus, dass der Zehent dem Bischof von Eichstätt gehört. 1334 verkaufte ein Konrad Toms den Teil seines Gutes im Dorf, den er von den Herren von Muhr erworben hatte, an das Kloster Heilsbronn. 1363 überließ ein Konrad Amman von Weidenbach der Deutschordenskommende Nürnberg sein Gut zu Biederbach tauschweise gegen ein Lehen zu „Newsaez“. 1402 sind sieben Untertanen zu „Newseß“ dem Kloster Heilsbronn abgabepflichtig, 1407 zwei Untertanen dem eichstättisch-bischöflichen Amt Arberg und 1423 von einem Untertan an das Stadtvogteiamt Eschenbach. 1432 verschrieb ein Friedlein Witzmann sein eigenes Gütlein im Ort dem Bischof von Eichstätt, wofür ihn dieser in seinen Schutz und Schirm nahm. Anfang des 16. Jahrhunderts zinsten nur noch fünf Untertanen an das Amt Merkendorf des Klosters Heilsbronn. 1551 war ein Untertan der Herrschaft Altenmuhr abgabepflichtig. Für 1616 liegt folgende Besitzbeschreibung vor: Von den insgesamt zehn Untertanen im Dorf gehörten vier zum Amt Merkendorf, zwei waren lentersheimisch, zwei eichstättisch und dem Amt Ornbau unterstehend, und zwei zinsten nunmehr an den Deutschen Orden in Eschenbach. Daneben gab es ein Hirtenhaus. 1665 unterstanden sechs Untertanen dem markgräflichen Amt Merkendorf, je zwei Untertanen gehörten unverändert den bereits 1616 aufgeführten drei weiteren Grundherrschaften. Auch das (gemeindliche, abgabenfreie) Hirtenhaus ist wieder erwähnt.
1732 hat sich die grundherrliche Struktur wie folgt gewandelt: vier Halbhöfe und ein Gut gehören zum markgräflichen Verwalteramt Merkendorf, zwei Untertanen sind lentersheimisch, ein Untertan zinst an das Kastenamt Wassertrüdingen, je zwei Untertanen Zinsen nach Ornbau und nach Eschenbach; es gibt weiterhin das Gemeindehirtenhaus. Die Untertanen des Verwalteramtes Merkendorf sind in die evangelische Pfarrei Merkendorf, die übrigen in die katholische Pfarrei Ornbau gepfarrt. Die Gemeindeherrschaft lag beim Amt Ornbau, während die Fraisch inner Ettern der jeweilige Grundherr über seine Hintersassen ausübte und die hohe Fraisch vom markgräflichen Oberamt Windsbach wahrgenommen wurde.
Gegen Ende des 18. Jahrhunderts gab es in Neuses 12 Anwesen und 1 Gemeindehirtenhaus. Das Hochgericht übte das brandenburg-ansbachische Kasten- und Stadtvogteiamt Windsbach aus, die Dorf- und Gemeindeherrschaft hatte das eichstättische Kasten- und Stadtvogteiamt Ornbau. Grundherren waren das Fürstentum Ansbach (Verwalteramt Merkendorf: 1 Hof, 3 Halbhöfe, 1 Viertelhof; Kastenamt Wassertrüdingen: 1 Wirtsgütlein), das Hochstift Eichstätt (Kastenamt Arberg-Ornbau: 1 Gut; Kasten- und Stadtvogteiamt Ornbau: 1 Halbhof), der Deutsche Orden (Stadtvogteiamt Eschenbach: 1 Halbhof; Pfarr- und Pfründestiftung Eschenbach: 1 Halbhof) und Rittergut Altenmuhr (1 Hof, 1 Halbhof).
Bis zum Ende des Alten Reiches änderte sich an den grundherrlichen Besitzungen nichts mehr. Von 1797 bis 1808 unterstand der Ort dem Justiz- und Kammeramt Windsbach. Die Zahl der Anwesen blieb unverändert.
Im Rahmen des Gemeindeedikts wurde Neuses dem 1808 gebildeten Steuerdistrikt Hirschlach und der 1810 gegründeten Ruralgemeinde Hirschlach zugeordnet.
Ab 1812 besuchten die Kinder von Neuses die Schule in Hirschlach; seit der Auflösung der dortigen Schule pendeln sie nach Merkendorf. 1912 wurde Neuses mit Hirschlach an das Stromnetz des Fränkischen Überlandwerkes angeschlossen. 1970 baute man in Neuses die Kanalisation. Im gleichen Jahr wurde das leerstehende Gemeindehaus abgebrochen und an seiner Stelle ein Feuerwehrhaus mit gemeindlicher Maschinenhalle errichtet. 1975 wurde das Dorf mit Hirschlach an die Fernwasserleitung der Reckenberggruppe angeschlossen; das Abwasser wird seit 2006 zur Kläranlage Merkendorf gepumpt.
Im Zuge der Gebietsreform in Bayern kam die Gemeinde Hirschlach und mit ihr Neuses am 1. Juli 1972 vom aufgelösten Landkreis Gunzenhausen in den Landkreis Ansbach und wurde zum 1. Mai 1978 in die Stadt Merkendorf eingemeindet.
2002 bis 2007 ließ die Stadt Merkendorf in Neuses die Dorferneuerung durchführen; hierbei wurde am ehemaligen Löschwasserteich ein Dorfplatz mit Brunnen neu angelegt und ein neues Buswartehäuschen mit Glocken-Dachreiter errichtet. 2008 bestand das Dorf aus 24 Hausnummern. Im Dorf gibt es eine Biogasanlage, die von einem Privatmann betrieben wird.

### Baudenkmal
- Haus-Nr. 1, eine massive Scheune des 19. Jahrhunderts[17]

### Einwohnerentwicklung
| Jahr      | 001818 | 001840 | 001861 | 001871 | 001885 | 001900 | 001925 | 001950 | 001961 | 001970 | 001987 | 001991 | 002010 | 002020 |
| Einwohner | 60     | 54     | 78     | 84     | 89     | 92     | 86     | 101    | 73     | 74     | 60     | 73     | 109    | 114    |
| Häuser    | 8      | 15     |        |        | 17     | 18     | 17     | 16     | 16     |        | 18     |        |        |        |
| Quelle    | [ 19 ] | [ 20 ] | [ 21 ] | [ 22 ] | [ 23 ] | [ 24 ] | [ 25 ] | [ 26 ] | [ 27 ] | [ 28 ] | [ 29 ] | [ 30 ] | [ 1 ]  | [ 1 ]  |

## Religion
Der Ort ist seit der Reformation evangelisch-lutherisch geprägt und bis heute nach Unserer Lieben Frau (Merkendorf) gepfarrt. Die Einwohner römisch-katholischer Konfession sind nach St. Jakobus (Ornbau) gepfarrt.

## Regelmäßige Veranstaltungen
Die evangelisch-lutherische Kirchengemeinde Hirschlach veranstaltet jährlich in den Sommermonaten ein „Gemeindefest“ für Hirschlach und Neuses um die St.-Johannis-Kirche Hirschlach.